# Milan Šamko
Milan Šamko (* 27. Juli 1946 in Leipzig; † 28. Dezember 2019) war ein deutscher Pianist und Keyboarder. In den 1970er Jahren avancierte er zu einem gefragten Studiomusiker der DDR.

## Leben und Wirken
Šamko studierte an der Hochschule für Musik „Hanns Eisler“ Berlin  Klavier und Komposition. Ab Mitte der 1960er Jahre wurde Jazz und Blues für ihn mehr und mehr zur Passion. Er widmete sich vorrangig dem Spielen der Musik und dem Hören seiner Lieblingsklassiker von Herbie Hancock, Miles Davis oder Keith Jarrett. Samko avancierte nun durch seinen sehr eigenen Stil Stücke zu schreiben und zu Improvisieren zum Jazzmusiker. Dabei arbeitete er „in vielen Spielarten des Jazz“, als Solist an der Hammond-Orgel ebenso wie in der Rundfunk-Big Band.  1980 wirkte er im DEFA-Spielfilm Platz oder Sieg? von Claus Dobberke mit.
Neben seinen Auftritten in Bands begleitete er seit DDR-Zeiten häufig die Diseuse Sonja Kehler – sowohl auf der Bühne als auch für die Schallplatte –, zuletzt für eine CD mit neuen Else Lasker-Schüler-Vertonungen.
Samko, der zuletzt in der Nähe von Potsdam wohnte und dort Klavierunterricht erteilte, gehörte seit der Mitte der 1990er Jahre zur Blues-Band Pass Over Blues. Daneben spielte er im Honky Tonk Duo, mit dem er auch beim Jazzfestival Perugia zu hören war, und trat mit alten Freunden wie Wolfgang „Zicke“ Schneider, Konny Körner, Harro Hübner oder Horst „Verti“ Melzer auf.